# Federación de Ajedrez de Azerbaiyán
La Federación de Ajedrez de Azerbaiyán (en azerbaiyano: Azərbaycan Şahmat Federasiyası, AŞF) es la organización rectora del ajedrez en Azerbaiyán y está afiliada a la Federación Internacional de Ajedrez (FIDE). La Federación de Ajedrez de Azerbaiyán fue fundada en 1920 cuando Azerbaiyán se convirtió en miembro de la Unión Soviética como la RSS de Azerbaiyán el mismo año, y se reorganizó en 1992, después de que Azerbaiyán alcanzara su independencia con la disolución de la Unión Soviética, y se convirtió en miembro de la FIDE el mismo año. Su sede está en Bakú.
La Federación de Ajedrez de Azerbaiyán organiza anualmente el Campeonato de Azerbaiyán de ajedrez.

## Organización

### Función
La junta directiva está compuesta por un presidente, un vicepresidente y 5 miembros, elegidos por un período de 5 años.

### Junta directiva
- Presidente: Mahir Məmmədov
- Primer vicepresidente: Faiq Hasanov
- Vicepresidente: Seymur Talıbov
- Secretaria general: İlahə Qədimova

#### Presidentes
1. Aynur Sofiyeva (2002–2007)
2. Elman Rüstəmov (2007–2021)
3. Mahir Məmmədov (2021–)